# Psyonix
Psyonix è un'azienda produttrice di videogiochi statunitense. Fondata nel 2000 da Dave Hagewood, la società è meglio conosciuta per il suo gioco del 2015 Rocket League. Nel maggio 2019, Psyonix è stata acquisita da Epic Games.

## Storia
Psyonix è stata fondata nel 2000 da Dave Hagewood, dopo che lo stesso aveva precedentemente sviluppato software multimediale e per Internet. Il suo primo progetto di gioco è stato Proteus, che è stato cancellato. Nel dicembre 2009, Psyonix e il suo intero team si sono trasferiti da Raleigh (Carolina del Nord), a nuovi uffici situati in prossimità del Gaslamp Quarter di San Diego, in California.
Dopo aver collaborato con Epic Games per Unreal Tournament 2003, Unreal Tournament 2004 e Gears of War, ha sviluppato Supersonic Acrobatic Rocket-Powered Battle-Cars (2008). Il seguito del gioco, Rocket League, è stato un successo commerciale e di critica.
A maggio 2019 viene annunciata l'acquisizione di Psyonix da parte di Epic Games.
In seguito all'acquisizione Psyonix ha realizzato Rocket League Sideswipe per iOS e Android e Rocket Racing.